# Chattenturm

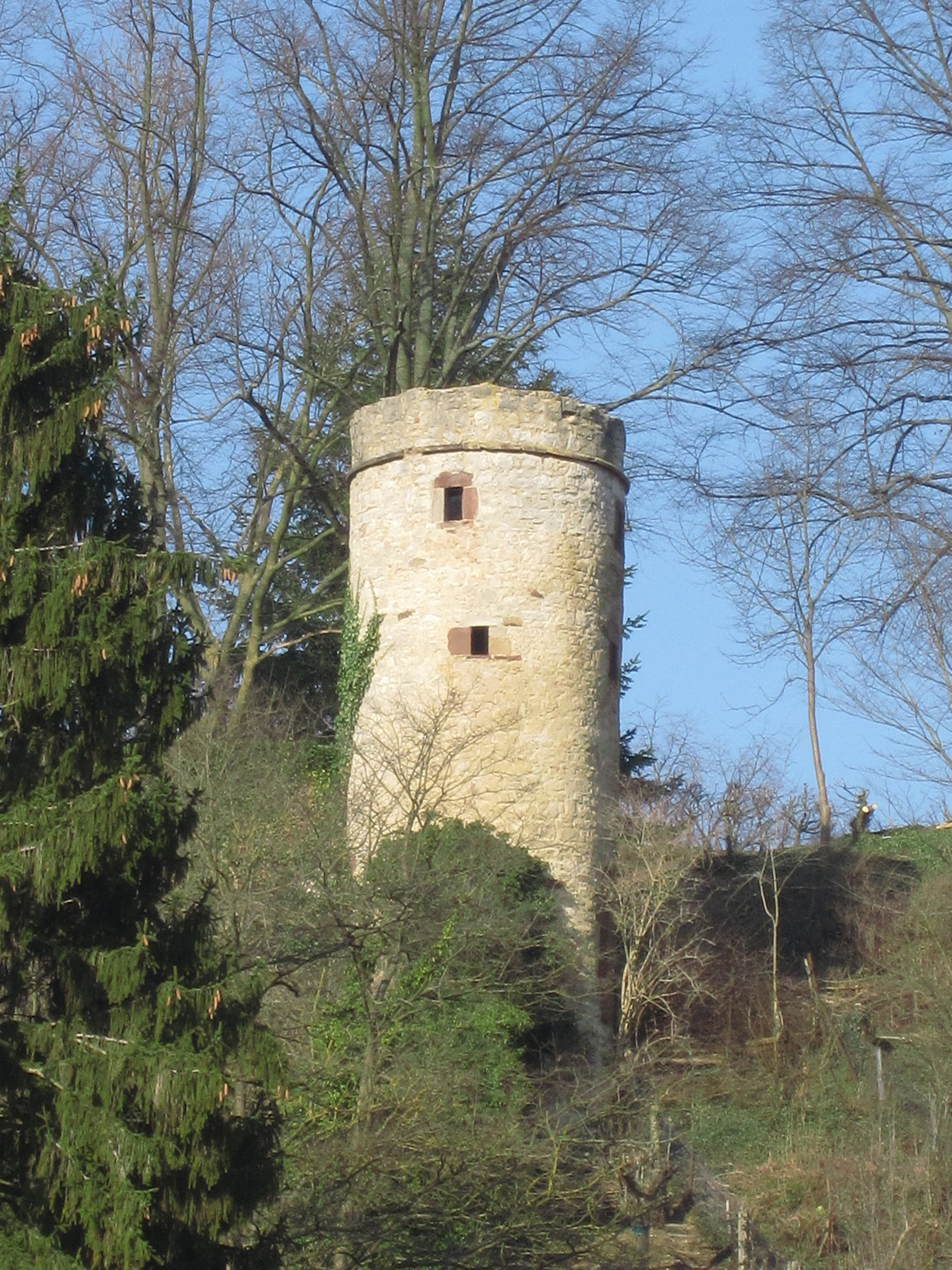
Der Warburger Chattenturm

Der Chattenturm ist Teil der um 1226 erstmals erwähnten mittelalterlichen Stadtbefestigung der Altstadt von Warburg.
Der noch bestehende Stadtturm wurde nach dem Volksstamm der Chatten benannt, da man von ihm nach Hessen sehen kann. Er liegt am oberen Ende der geradlinig den Burgberg hinaufgeführten laufenden, westlichen Stadtmauer und diente ihrer Sicherung. Er hat einen runden Grundriss und wurde wahrscheinlich im 14. Jahrhundert errichtet. Das früher kegelförmige Dach besteht nicht mehr.
Seit Oktober 2016 ist der Chattenturm über eine Aussichtsplattform (Diemel-Skywalk) begehbar.